# Maghadena
Maghadena é um gênero de traça pertencente à família Arctiidae.